# Stojan Kerbler
Stojan Kerbler, slovenski fotograf, * 1938, Ptujska Gora.
Živi in dela na Ptuju in na Ptujski Gori.

## Nagrade in priznanja
- 1994: Valvasorjevo priznanje za obdelavo fotografskega gradiva in negativov na steklu v več muzejih[1]
- Leta 2020 je za življenjsko delo na področju fotografije prejel Prešernovo nagrado.[2]